# Горобець каракумський
Горобець каракумський (Passer zarudnyi) — вид горобцеподібних птахів родини горобцевих (Passeridae).

## Назва
Вид названо на честь українського орнітолога Миколи Зарудного (1859-1919).

## Поширення
Вид поширений в Туркменістані (пустеля Каракум) та Узбекистані (південь  пустелі Кизилкум), хоча раніше він також траплявся у східному Ірані (у пустелі Деште-Лут). Населяє горбисті піщані рівнини, що вкриті нечисленними деревами та чагарниками.